# Купман, Бернард
Бернард Осгуд Купман (1900 — 18 августа, 1981) — американский математик французского происхождения, известный работами в эргодической теории, основаниях теории вероятности, статистической теории и теории операций.

## Биография
Бернард Осгуд Купман родился во Франции, затем жил в Италии, а в 1915 году эмигрировал в США. Был студентом у Джорджа Дэвида Биркгофа и свои первые работы написал по динамическим системам и математической физике.
В 1931/1932 году, Купман и Джон фон Нейман предложили формулировку классической механики, сейчас известную как теория Купмана — фон Неймана.
Во время II мировой войны, Бернард присоединился к группе по борьбе с субмаринами, в Вашингтоне, под руководством Филип М. Морс
.